# Јерај Алварез
Јерај Алварез Лопез (шп. Yeray Álvarez López; Баракалдо, 24. јануар 1995) је шпански фудбалер који тренутно наступа за Атлетик Билбао. Игра на позицији одбрамбеног играча.

## Успеси
Атлетик Билбао
- Куп Шпаније (1): 2023/24,[4] (финале: 2019/20, 2020/21)[5][6]
- Суперкуп Шпаније (1) : 2020/21.[7] (финале: 2021/22)[8]